# 灰绒绣球
灰绒绣球（学名：Hydrangea mandarinorum）为绣球花科绣球属下的一个种。

## 扩展阅读
- 維基物種上的相關：灰绒绣球